# Lo Solièr
Lo Solièr (en francès Le Soulié) és un municipi occità del Llenguadoc, situat al departament de l'Erau, a la regió d'Occitània.